# Irakleia (Kykladerna)
Irakleia eller Heraklia (grekiska: Ηρακλειά; klassisk grekiska: Ἡράκλεια) är en ö i Grekland. Den ligger i ögruppen Kykladerna och regionen Sydegeiska öarna, i den sydöstra delen av landet, 200 km sydost om huvudstaden Aten. Arean är 17,795 kvadratkilometer och folkmängden 141 invånare.